# God of Love (film)
God of Love è un cortometraggio statunitense del 2010 diretto e scritto da Luke Matheny.
Il corto ha vinto il premio Oscar come miglior cortometraggio in occasione dei Premi Oscar 2011.